# Castellbò-1
Castellbò-1 es el nombre de una variedad cultivar de manzano (Malus domestica) Esta manzana está cultivada en la colección de germoplasma de manzanas del CSIC, también está cultivada en la colección de germoplasma de peral y manzano en la "Finca de Gimenells de la Estación Experimental de Lérida - IRTA". Esta manzana es originaria de la Comunidad autónoma de Cataluña, procedente de un ejemplar localizado en el año 2001 en el municipio de Montferrer Castellbó, Lérida.

## Sinónimos
- "Poma Castellbò-1",[3]
- "Castellbò-1 M070",[3]
- "Manzana Castellbò-1".[7]

## Historia
'Castellbò-1' es una variedad de manzana de Cataluña, está catalogada con el número de accesión M070 en el Banco de germoplasma de peral y manzano de la Universidad de Lérida, que se encuentra integrado en la Red de Colecciones del Programa de Conservación y Utilización de los Recursos Fitogenéticos para la Alimentación y la Agricultura, del Plan Nacional de I+D+I.
'Castellbò-1' está considerada con otras muchas de las entradas que se han incorporado al Banco de germoplasma en la "Finca de Gimenells de la Estación Experimental de Lérida - IRTA", provienen de ejemplares únicos, en algunos casos, actualmente desaparecidos, lo que ha permitido paliar la erosión genética que se está dando en estas especies frutales.
'Castellbò-1' es una variedad que se cultiva para su conservación genética, para posibles usos y mejoras en cruces con otras variedades, para incrementar cualidades o intercambiarlas.

## Características
El manzano de la variedad 'Castellbò-1' tiene un vigor medio de tipo ramificado, con porte muy erguido; ramos con pubescencia fuerte, de un grosor medio, con longitud de entrenudos medios, número de lenticelas grande, relación longitud/grosor de los entrenudos media, tipo de ramos fructíferos "brindillas coronadas"; época de inicio de floración muy tardía, yema fructífera de forma ovoide de una longitud corta, flor no abierta presenta color del botón floral rosa pálido, flor de tamaño medio, pétalos con posición relativa de los bordes tangentes, inflorescencia con número medio de flores pocas, de forma medianamente cupuliforme, sépalos de color predominante verde, sépalos de longitud larga, con los pétalos de longitud corta y anchura corta, siendo la relación longitud/anchura de los pétalos más largos que anchos, estilos con longitud en relación con los estambres de más largos, estilos con punto de soldadura lejos de la base.
Las hojas tienen un porte erguido en relación con el ramo, limbo de longitud medio y de anchura medio, con una relación longitud/anchura pequeña, forma del borde aserrada, peciolo con longitud largo, forma del limbo elíptico-ensanchada, aspecto de la superficie del haz medianamente brillante, pubescencia del envés media, plegamiento de la superficie ondulada, tamaño de la punta grande, forma de la base redondeada, estípulas con una forma  filiformes, y ángulo del peciolo respecto al ramo pequeño.
La variedad de manzana 'Castellbò-1' tiene un fruto de tamaño y peso medio; forma globosa, relación longitud/anchura media, lados (ausencia o presencia de lados marcados) ausente o muy débil, posición de la anchura máxima en el medio; piel con estado ceroso ausente o muy débil, pruina de la epidermis ausente o muy débil; con color de fondo amarillo-blanquecino, importancia del sobre color ausente o muy débil, sobre color de superficie ausente, siendo su intensidad ausente, reparto del color en la superficie ausente, acusando unas lenticelas pequeñas, y una sensibilidad al "russeting" (pardeamiento áspero superficial que presentan algunas variedades) en las caras laterales ausente o muy débil; pedúnculo con una longitud medio, y un grosor delgado, anchura de la cavidad peduncular media, profundidad de la cavidad pedúncular media, y con importancia del "russeting" en cavidad peduncular fuerte; coronamiento por encima del cáliz ausente o muy débil, anchura de la cav. calicina media, profundidad de la cav. calicina media, y con importancia del "russeting" en cavidad calicina ausente o muy débil; longitud del sépalo larga; ojo pequeño, cerrado; sépalos medios.
Carne de color crema, con oscurecimiento de la carne al corte débil; textura fina, dureza de la carne muy blanda, con jugosidad media; sabor algo aromático, muy bueno; corazón con distinción de la línea media; eje abierto; porte del sépalo parcialmente extendido; lóculos carpelares cerrados; semilla de longitud grande, de anchura muy ancha, y de color marrón rojizo.
La manzana 'Castellbò-1' tiene una época de maduración y recolección de fruto temprana, finales de verano. Se usa como manzana de mesa fresca y para sidra.

## Calidad de fruto y prueba de cata
- Peso del fruto: Medio
- Calibre del fruto: Medio
- Longitud del fruto: Media
- Índice de almidón: Medio
- Dureza medida de la carne: Baja
- Índice refractométrico (IR): Alto
- Acidez titulable: Medio
- Jugosidad de la carne: Medio
- Textura de la carne: Fina
- Dureza sensorial de la carne: Blanda
- Dulzor: Medio
- Acidez: Débil
- Intensidad del sabor de la carne: Media
- Sabor: Regular
- Valoración global del fruto: Regular.[3]

## Características Agronómicas
- Afinidad del injerto (compatibilidad): Muy buena
- Facilidad de formación y poda: Media
- Tipo de fructificación: Tipo III
- Precocidad varietal: Muy poco precoz
- Vecería: Media
- Productividad: Baja
- Necesidad de aclareo: Baja
- Escalonamiento de la maduración del fruto: Muy largo
- Sensibilidad a la caída en maduración: sin datos
- Aptitud para la conservación del fruto en árbol: sin datos
- Aptitud para la conservación del fruto en almacén o cámara: sin datos
- Sensibilidad al moteado: sin datos
- Sensibilidad al oídio: sin datos
- Sensibilidad a pulgón lanígero: sin datos.[3]